# Кото
Кото је насељено место у Босни и Херцеговини у општини Коњиц у Херцеговачко-неретванском кантону које административно припада Федерацији Босне и Херцеговине. Према попису становништва из 1991. у насељу је живјело 63 становника.

## Становништво
По последњем службеном попису становништва из 1991. године, у насељу Кото живела су 63 становника. Већина становника су били Муслимани.
| Националност       | 1991.       | 1981. | 1971. |
| Муслимани          | 62 (98,41%) |       |       |
| остали и непознато | 1 (1,59%)   |       |       |
| Укупно             | 63          |       |       |